# Haxo (stanice metra v Paříži)

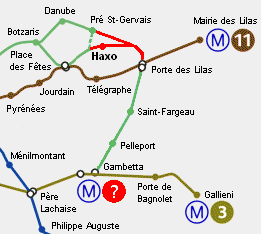
Lokace stanice v rámci nové linky 15

Haxo je stanice pařížského metra v 19. obvodu v Paříži, která nebyla nikdy otevřena pro veřejnost. Nachází se na spojnici mezi stanicemi Place des Fêtes na lince 7bis  a Porte des Lilas na lince 3bis

## Historie
Stanice byla postavena v roce 1921 v rámci plánovaného propojení linek 3 a 7 (dnešní linky 3bis a 7bis nebyly tehdy samostatné). Městská rada sice podporovala myšlenku na toto propojení, ale provozovatel metra - Compagnie du chemin de fer métropolitain de Paris nebyl tomuto projektu nakloněn, protože toto spojení by nebylo ziskové. Přesto se tunely a kolejiště začaly stavět. Vznikla tak jednokolejná trať spojující stanice Place des Fêtes a Porte des Lilas a mezi nimi nová stanice Haxo, ta se však k přepravě cestujících nepoužívala. Obě stanice byly pro veřejnost propojeny až v roce 1935 při výstavbě linky 11.
Druhá trať pro druhý směr byla později postavena mezi stanicemi Porte des Lilas a Pré Saint-Gervais, ovšem bez mezistanice. Nakonec bylo ale rozhodnuto tyto tratě pro veřejnost nevyužívat a tak stanice Haxo nebyla pro veřejnost nikdy otevřena a její externí vstup nebyl ani vybudován. Pro zájemce jsou pouze prováděny prohlídky v rámci Dnů evropského dědictví. V roce 1993 kolej a stanice sloužily ke zkouškám nového typu vozu metra.

## Budoucnost
Plánované sloučení linek 3bis a 7bis by znamenalo pro stanici Haxo otevření pro veřejnost po více než 100 letech.

## Název
Stanice se jmenuje podle ulice Haxo, což je příjmení rodiny, ze které vzešli francouzští generálové v 18. a 19. století.